# Парамедианные артерии таламуса
Парамедианные артерии таламуса, или парамедиальные артерии таламуса, срединные артерии таламуса (лат. arteriae paramediales thalami), они же центральные артерии таламуса (arteriae centrales thalami), они же таламо-проникающие артерии (arteriae thalamo-perforatae) — это, согласно определению, данному Бенно Шлезингером в 1976 году, группа артерий, кровоснабжающих парамедианные, или центральные части таламуса, и быстро и глубоко «ныряющие» в мозговую ткань таламуса вскоре после своего отхождения от родительской артерии.
К основным представителям этой группы артерий таламуса Шлезингер отнёс туберо-таламические и глубокие межножковые артерии, а также одну из артерий подушки таламуса, а именно заднюю. Все эти артерии являются ответвлениями задней мозговой артерии либо задней соединительной артерии.